# Carlos Blasco de Imaz
Carlos Blasco de Imaz (San Sebastián 19 de octubre de 1924-2 de enero de 1996) fue un político de ideología nacionalista vasca, militó en el PNV y, tras la escisión de dicho partido, en Eusko Alkartasuna, retornando nuevamente al PNV.

## Biografía
Licenciado en Derecho, ejerció como abogado en la capital donostiarra.
Afiliado al PNV desde 1968 fue parlamentario vasco en distintas legislaturas, ocupando el cargo de Consejero de Comercio, Pesca y Turismo del Gobierno Vasco entre 1980 y 1984.
Tras la escisión del PNV, militó en Eusko Alkartasuna, siendo parlamentario con EA en la tercera Legislatura 1987-1990, retornando posteriormente al PNV,desde donde trabajó a favor de la reconciliación nacionalista
Escribió numerosos artículos y trabajos entre los que destaca el libro titulado «Los Fueros».

## Aportaciones a San Sebastián
Se implicó en la vida civil de su ciudad y así, participó en la fundación de la actual configuración de la Tamborrada Infantil y fundó la primera Sala de Arte y Ensayo de San Sebastián, "Inexa de Gaxen", ubicada en el edificio del Gran Kursaal. También, como presidente de la "Sociedad Oceanográfica de Guipúzcoa", lideró la renovación del Acuario de la ciudad, convirtiéndolo en un punto básico de atracción, motivo por el que, en el Pleno municipal celebrado el 31 de agosto de 1998, se dio su nombre a la plaza existente en el puerto, precisamente junto a la entrada del Acuario. En 1982 dotó a la ciudad de una comparsa de gigantes y cabezudos que en principio no fue muy bien recibida por sus regidores (considerándola algo impropio a la categoría de la ciudad) pero que el tiempo la ha consolidado como parte imprescindible de su Semana Grande.